# Kungariket Kroatien (Habsburg)
Kungariket Kroatien (kroatiska: Kraljevina Hrvatska, latin: Regnum Croatiae, tyska: Königreich Kroatien) var en administrativ enhet i Habsburgska riket (benämnt Kejsardömet Österrike 1804-1867). Kungariket ägde bestånd mellan 1527 och 1868. Under dessa år styrdes kungariket periodvis direkt av habsburgarna och österrikarna även om det formellt hörde till den ungerska sankt Stefanskronans länder. Dess huvudstad var Agram (Zagreb) (mellan 1767-1776 Warasdin) och det hade sina rötter i det kroatiska rike som uppstått redan under medeltiden. 

## Historia
Efter slaget vid ungerska Mohács 1526 och den ungersk-kroatiska kungen Ludvig II:s död var den kroatiska och ungerska adeln tvungna att välja en ny kung. Vid parlamentsmötet i Cetin (Cetinski sabor) den 1 januari 1527 valde den kroatiska adeln den habsburgska kejsaren Ferdinand I till kung av Kroatien. Kungariket Kroatien, som hade sina rötter i det medeltida kroatiska rike som hade grundats 925 och som sedan 1112 var i personalunion med kungariket Ungern, blev nu underställt Habsburgarna och formellt en del av det Habsburgska riket.

## Geografi
Under 1500- och 1600-talet avancerade osmanerna i sydöstra Europa. Habsburgska riket och därmed kungariket Kroatien förlorade allt mer landområden i de södra och östra delarna, främst i Lika och Slavonien. Efter några beslut fattade av den habsburgska kejsaren 1553 och 1578 skapades den så kallade Militärgränsen som en buffertzon gentemot osmanerna. Militärgränsen skapades av ett landområde som hitintills varit en del av kungariket Kroatien men som framöver skulle bli en separat militär och politisk enhet som skulle styras direkt från Wien. I början av 1700-talet bestod det reducerade kungariket Kroatien av ett område som sträckte sig över de norra delarna av dagens Kroatien och som bland annat omfattade städerna Zagreb, Varaždin och Rijekas utkanter. Kungariket bestod av de områden som inte uppgick i den av österrikarna upprättade Militärgränsen eller hade ockuperats av de turkiska osmanerna. 
Sedan Slavonien återtagits från osmanerna 1744 skapades kungariket Slavonien som blev en autonom del av kungariket Kroatien mellan åren 1744-1849. Därefter blev kungariket Slavonien en separat administrativ enhet fram till 1868. Sedan Dalmatien återtagits från fransmännen 1815 skapade österrikarna kungariket Dalmatien som kom att bli ett separat kronland underställt österrikarna.  
I samband med Ausgleich 1867 skapades dubbelmonarkin Österrike-Ungern och de habsburgska domänerna kom att delas upp i en österrikisk och ungersk intressesfär. Den nya administrativa indelningen med en österrikisk och ungersk rikshalva fick konsekvenser även för kungariket Kroatien. Det kroatisk-ungerska kompromissen (Nagodba) 1868 innebar att kungariket Slavonien åter sammanfördes med kungariket Kroatien. Den nya enheten kallades kungariket Kroatien och Slavonien och kom att administrativt tillhöra den ungerska rikshalvan. Kungariket Dalmatien förblev ett separat kronland tillhörande den österrikiska rikshalvan. Kroaterna kom därmed att tillhöra två olika administrativa enheter inom dubbelmonarkin. Olika politiska krafter inom kungariket Kroatien och Slavonien och kungariket Dalmatien kom att arbeta för en administrativ förening vilket dock aldrig uppfylldes. Först efter första världskriget slut 1918 och Österrike-Ungerns upplösning förenades kroaterna i Sloveners, kroaters och serbers stat.

## Symboler
1848 anammade kungariket Kroatien en ny flagga och statsvapen. Den nya flaggan var en trikolor i rött, vitt och blått. Dessa färger skulle bestå och används än i dag i den kroatiska flaggan. Det nya statsvapnet bestod av tre vapensköldar som var för sig representerade kungariket Kroatien, kungariket Slavonien och kungariket Dalmatien. De lokala kroatiska myndigheterna använde även under vissa perioder namnet det Treeniga kungariket Kroatien, Dalmatien och Slavonien för kungariket vilket inte erkändes av de österrikiska myndigheterna. 1849 blev kungadömet Slavonien separerat från kungadömet Kroatien och 1852 förbjöd de österrikiska myndigheterna bruket av flaggan och statsvapnet. 1852-1868 använde kungadömet Kroatien istället den gamla röd-vita flaggan och det traditionella kroatiska schackrutmönstrade statsvapnet.